# Ech-Challalate
Ech-Challalate (arabiska: الشالالت) är en landskommun i Marocko. Den ligger i prefekturen Mohammedia och regionen Casablanca-Settat, 70 km sydväst om huvudstaden Rabat. Antalet invånare var 53 503 vid folkräkningen 2014.